# Матрух
Матрух (на арабски: مطروح) е мухафаза в Египет. Намира се в северозападната част на страната до границата с Либия. Административен център е Марса Матрух.